# Ken Watanabe
Kensaku "Ken" Watanabe (渡辺 謙, Watanabe Ken) és un actor japonès nascut el 21 d'octubre del 1959 a Koide, prefectura de Niigata (Japó).

## Biografia
Ken Watanabe va néixer a la petita ciutat de Niigata. El seu pare era mestre de cal·ligrafia, del qual heretà certa habilitat en aquest art, i la seva mare mestra d'escola. Els seus interessos de petit consistien a explorar les muntanyes de la rodalia amb el seu germà gran Jun, esquiar a l'hivern, i tocar la trompeta a la banda de l'escola, aspecte aquest en el qual sembla que no va destacar gaire.
Va estudiar teatre però no es decidí a seguir professionalment aquesta carrera fins que, a l'edat de 24 anys, un director de la National Theatre Company britànica va reconèixer les seves qualitats com a actor i el recomanà de provar al món professional. L'actor debutà dins del grup En, establert a Tòquio, on es dona a conèixer sota la direcció de Yuko Nigawara amb el paper principal a l'obra Shimodani Mannen-cho Monogatori. La seva actuació cridà l'atenció de la crítica i del públic en general.
El 1982 realitza la seva primera aparició a la televisió amb Michinaru Hanran (Unknown Rebellion), i cinc anys més tard s'imposa amb la saga històrica Dokugan ryu Masamune emesa a la NHK. Molt reconegut pel seu treball a la pantalla petita, Ken Watanabe fa els seus primers passos al cinema l'any 1984 amb la pel·lícula Setouchi shonen yakyu dan (MacArthur's Children) del director Masahiro Shinoda. Tanmateix. haurà d'esperar fins a l'any 1991 per aconseguir el seu primer paper important a la pel·lícula Bakumatsu jyunjyoden de Mitsuyuki Yakushiji.
Molt apreciat al Japó per les seves interpretacions de samurais, Ken Watanabe es veu obligat a allunyar-se dels escenaris l'any 1989 a causa d'una leucèmia que contrau durant un rodatge al Canadà. Inicialment guarit, tornà a recaure l'any 1994, però es recuperà definitivament l'any següent per continuar treballant en diverses sèries televisives. L'any 2001, després de 13 anys d'absència Watanabe tornà als escenaris. Després de 20 anys com a membre del grup En, l'any 2002 el deixà per ingressar a l'agència K-Dash.
Divorciat de la seva primera esposa, Yumiko, amb la que va tenir dos fills, la model Anne Watanabe i Dai que segueix els passos del seu pare, Ken es casà amb l'actriu Kaho Minammi el 3 de desembre del 2005. Actualment resideix a Tokio.

## Projecció internacional
L'any 2003, participa en la pel·lícula L'últim samurai del director nord-americà Edward Zwick on interpreta el paper del samurai Katsumoto. Aquesta interpretació el llançà al reconeixement internacional i li valgué una nominació als Oscars com a millor actor secundari, el primer actor japonès en 37 anys, i als Premis Globus d'Or entre altres guardons.
L'any 2004 participà en la pel·lícula Memòries d'una geisha, dirigida per Rob Marshall i produïda per Steven Spielberg. En aquest film, estrenat el 2005, actuà junt amb Ziyi Zhang i Michelle Yeoh representant el paper del president. Posteriorment, el 2006, intervingué a Cartes des d'Iwo Jima del director Clint Eastwood, on representà de forma destacable el coronel Tadamichi Kuribayashi. L'any 2004 també participà en anuncis per American Express i Yakult, i aparegué a la llista dels 50 personatges més atractius de la revista People. Altre film nord-americà en el qual intervingué fou Batman begins l'any 2005.

## L'actor
Ken Watanabe té una bona reputació com a intèrpret en papers de samurais. Especialment guanyada a Gokenin Zankuro, una sèrie de 50 capítols que durà cinc temporades, i en la qual arribà a dirigir i interpretar simultàniament en els seus últims capítols. Altra obra remarcable amb temàtica sobre samurais en la qual intervingué fou la sèrie Mibugishiden, emesa l'any 2002, on la seva intervenció commogué a tota l'audiència.
Guanyador de diversos premis i guardons al seu país, en l'actualitat Ken continua realitzant bones interpretacions en un ampli ventall de papers: policia, un típic oficinista, un gàngster violent, un atractiu samurai, un noble del període Heian, etc. Avui en dia és un dels actors més reconeguts dins del panorama artístic japonès i amb una major projecció vers l'exterior.

## Filmografia
- 1984: Setouchi shonen yakyu dan, de Masahiro Shinoda
- 1985: Tampopo, de Juzo Itami
- 1985: Kekkon annai mystery, de Matsunaga
- 1986: Umi to dokuyaku, de Kei Kumai
- 1991: Bakumatsu jyunjyoden, de Mitsuyuki Yakushiji
- 1997: Rajio no jikan, de Koki Mitani
- 1998: Kizuna, de Kichitaro Negishi
- 2000: Zawa-zawa Shimokita-sawa, de Jun Ichikawa
- 2000: Supêsutoraberâzu, de Katsuyuki Motohiro
- 2001: Sennen no koi - Hikaru Genji monogatari, de Tonko Horikawa
- 2001: Oboreru sakana, de Yukihiko Tsutsumi
- 2002: Hi wa mata noboru, de Kiyoshi Sasabe
- 2003: L'últim samurai, de Edward Zwick
- 2004: Memòries d'una geisha, de Rob Marshall
- 2004: Batman Begins, de Christopher Nolan
- 2005: Kita no zeronen, de Isao Yukisada
- 2006: The Air I breathe, de Jieho Lee
- 2006: A Dream of Red Mansions, de Bruce Beresford
- 2006: Cartes des d'Iwo Jima, de Clint Eastwood
- 2008: Cirque du freak, de Paul Weitz
- 2010: Inception, de Christopher Nolan
- 2015: Godzilla, de Gareth Edwards
- 2015: Transformers: Age of Extinction, com a Drift (veu)
- 2015: Sea of Trees, com a Takumi Nakamura
- 2016: Rage, com a Yōhei Maki
- 2017: Transformers: The Last Knight, com a Drift (veu)
- 2018: Isle of Dogs, com el cap cirurgià (veu)
- 2018: Bel Canto, com a Katsumi Hosokawa
- 2019: Detective Pikachu, com el Detectiu Hide Yoshida - Es va doblar a si mateix en japonès
- 2019: Godzilla: King of the Monsters, com el Dr. Ishiro Serizawa
- 2020: Fukushima 50, com a Masao Yoshida - en postproducció
- N/S: Kensuke's Kingdom